# Monasterio de Santa María de Buenafuente del Sistal

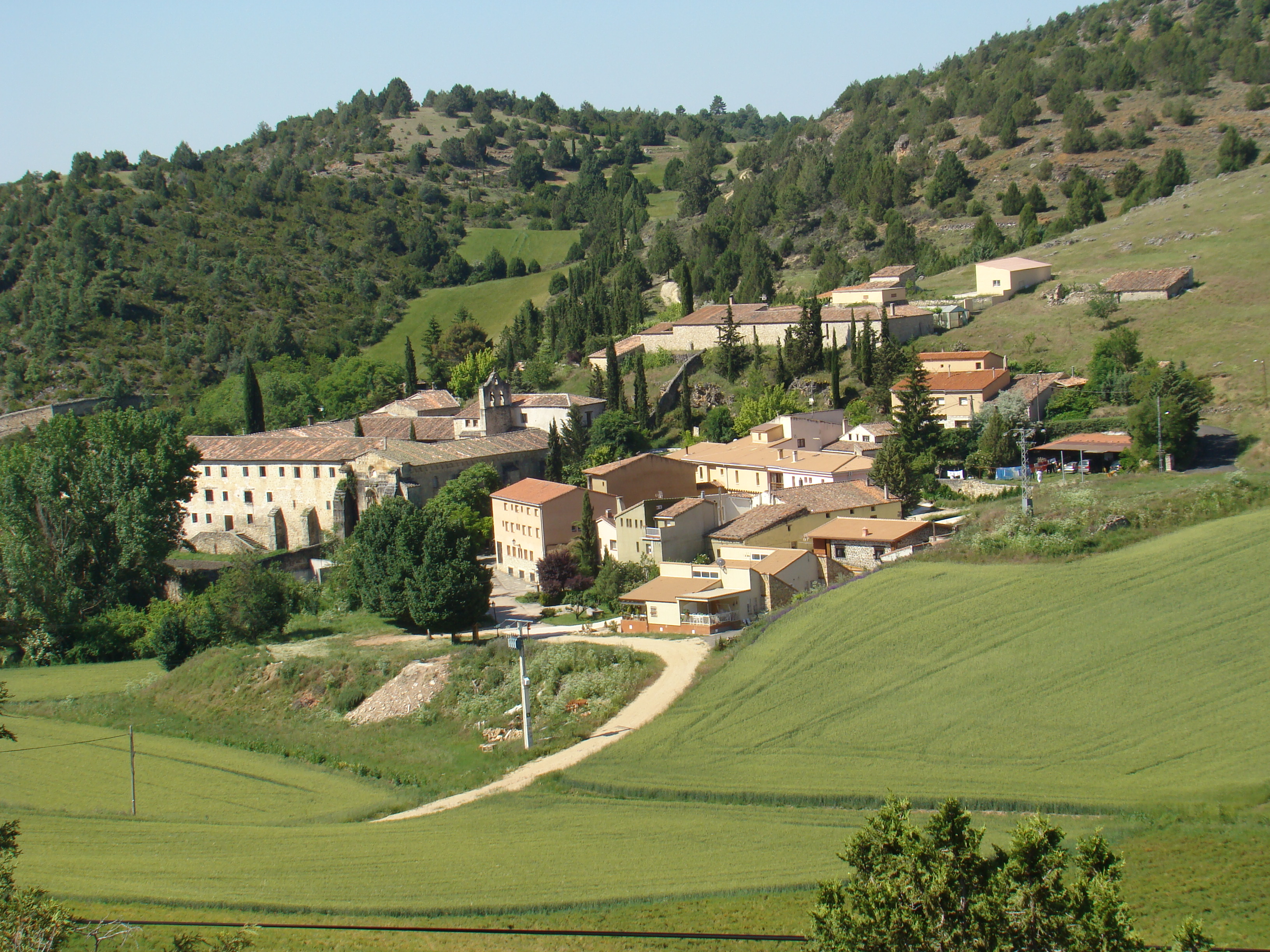
Monasterio de Buenafuente

Das Monasterio de Santa María de Buenafuente del Sistal (kurz Monasterio de Buenafuente; lat. Abbatia B. M. V. de Bonafonte) ist eine spanische Zisterzienserinnen-Abtei in der Provinz Guadalajara der Autonomen Region Kastilien-La Mancha, dessen Anfänge bis ins 12. Jahrhundert zurückreichen und das vom Kloster Casbas besiedelt wurde.

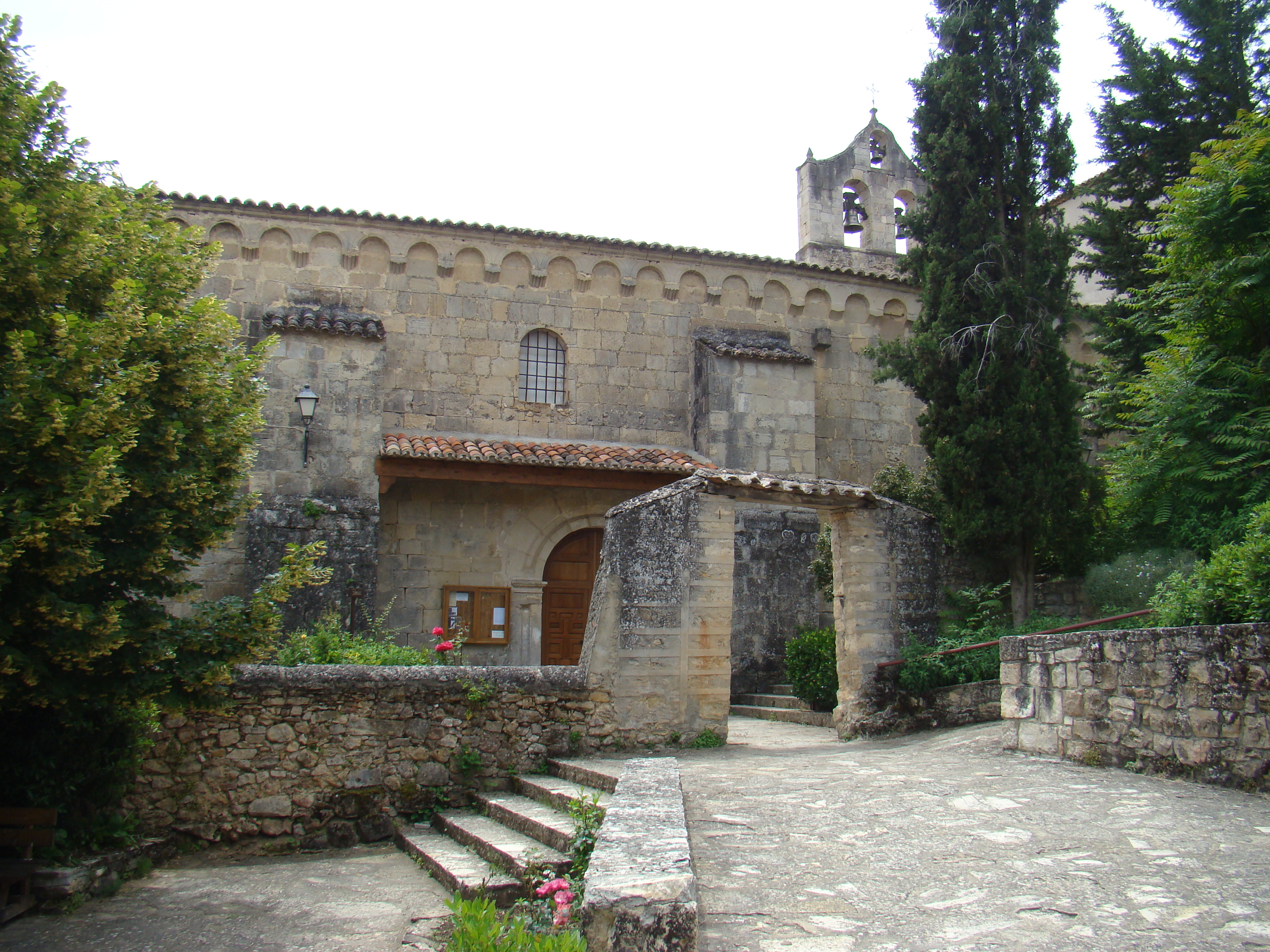
Pforte der Abtei

Das Kloster liegt im Südwesten des Municipios Olmeda de Cobeta im Parque Natural del Alto Tajo nahe der Ortschaft Buenafuente del Sistal. Es wird von überwiegend betagten Zisterzienserinnen betrieben. Eine von ihnen, Teresita, ging am 16. April 1927 ins Kloster, am Tag des Geburtstags des späteren Papstes Benedikt XVI., und verließ es zum ersten Mal als 103-Jährige freiwillig anlässlich dessen Spanienbesuches im August 2011.